# Guarkärnmjöl
Guarkärnmjöl, guargummi eller guarmjöl  är en kolhydrat som utvinns ur guarväxten Cyamopsis tetragonolobas frön. Växten är en baljväxt liknande sojabönan. Det används som förtjockningsmedel i bland annat glutenfria livsmedel.
Tillsatsen har E-numret E412.

## Tillverkning och användning
Cirka 80 procent av råmaterialet till världsmarknadens tillgång av guarkärnmjöl kommer från Indien. Tillgången och prisnivån på mjölet varierar beroende på monsunregnens omfattning år från år.
Guarkärnmjöl används som förtjocknings- och stabiliseringsmedel. Mjölet är ett av de mest använda förtjockningsmedlen, vilket beror på att det varit relativt billigt och effektivt jämfört med andra förtjockningsmedel. I effektivitet kan det jämföras med stärkelse och gelatin.
I glass används guarkärnmjöl som stabiliseringsmedel samt för att få en mer elastisk konsistens. Som förtjockningsmedel används det i till exempel ketchup och glutenfria mjölblandningar.
Guarkärnmjöl används inte bara i livsmedel, utan även till bantningspreparat, piller, textilier, kosmetika och vid framställning av målarfärg. 2010 började det nyttjas inom hydraulisk spräckning, en metod för att utvinna råolja och naturgas. Samtidigt har efterfrågan av guarkärnmjöl som livsmedelstillsats inte minskat. Detta har under senare år lett till en kraftig prisstegring på guarkärnmjöl.
Inom livsmedelsindustrin pågår forskning för att kunna få fram billigare förtjockningsmedel och glutenersättare. Det glutenfria tarakärnmjölet (E 417) är ett sådant alternativ.

## Hälsoaspekter
Eftersom mjölet passerar tarmen utan att tas upp av kroppen ger det normalt sett inte några problem som tillsats, och det har därför inget ADI. I till exempel bantningsmedel utnyttjades tidigare dess förmåga att inte brytas ner av kroppen, och mjölet ger även en viss mättnadskänsla då det sväller i magen. Det verkar samtidigt vara laxerande. Kvävningar har dock förekommit när det använts i bantningsmedel och därför är det numera förbjudet att sälja sådana produkter.
Personer som är allergiska mot sojabönor kan reagera även på guarkärnmjöl då de påminner en hel del om varandra.
Vid tillverkning har det förekommit att en del produkter innehållit stora mängder av formaldehyd som troligtvis kommit till vid desinficering av mjölet.